# Península Fildes

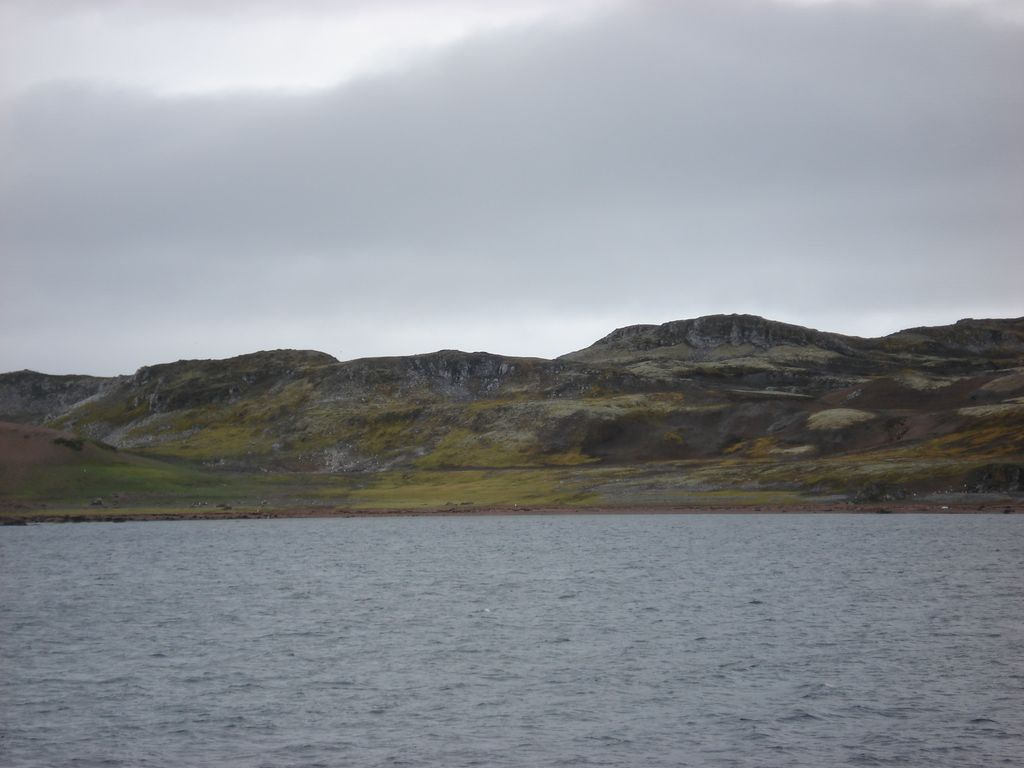
Vista de la península desde la bahía Maxwell.

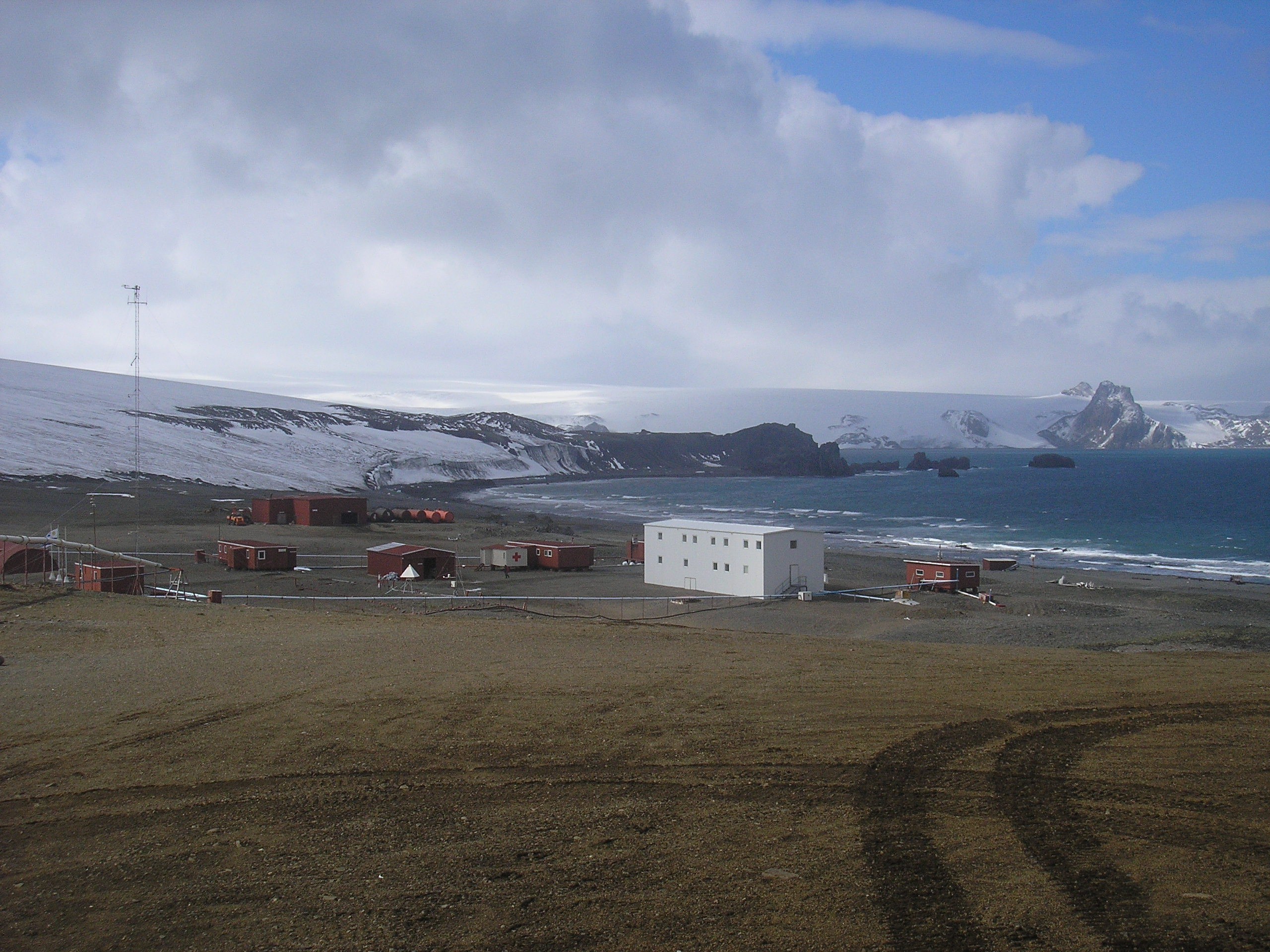
Base Artigas de Uruguay.

La península Fildes se encuentra en el extremo sudoeste de la isla Rey Jorge o 25 de Mayo en el archipiélago de las Shetland del Sur en la Antártida. El área en donde se encuentra la península tiene la mayor concentración de instalaciones científicas o bases de la Antártica.
Fue nombrada por asociación con el estrecho Fildes por el Comité de Topónimos Antárticos del Reino Unido en 1960, que recibió su nombre en honor el navegante británico Robert Fildes.

## Descripción
La península es la más extensa área costera libre de hielo en la isla durante el verano austral, isla que está mayormente cubierta de hielo. Su punta está separada de la isla Nelson por el estrecho Fildes, que tiene solo 370 m en su menor ancho. En su costa sudeste está limitada por la bahía Maxwell (Guardia Nacional o Fildes), y en su sector noroeste limita con las aguas abiertas del pasaje de Drake. Geológicamente, la península es una meseta formada por accidentes geográficos costeros antiguos, con numerosos afloramientos rocosos y una altitud promedio de 30 m s. n. m. Desde su base hasta su punta, con orientación sudoeste, la península tiene 11,5 km de largo, y un ancho que varía desde 2 a 4 km, totalizando aproximadamente 33 km². Desde la base los primeros 4 km se hallan cubierto de hielo glaciar. La península tiene unos 40 pequeños lagos y unos 20 arroyos.
La isla Ardley está ubicada en la costa sudoeste de la península Fildes dentro de la bahía Maxwell, con la que en bajamar queda unida por un istmo de 450 m de largo y 8 m de ancho en su parte más delgada. Tiene 1,7 km de ancho por 0,7 de alto latitudinal. Hasta 1935 fue llamada península Ardley. Desde 1991 es un Sitio de Especial Interés Científico (SSSI N.º. 33).

## Área Antártica Especialmente Protegida
Ocho sitios separados en la península con 1,8 km² han sido colectivamente designados como un Área Antártica Especialmente Protegida (ASPA 125) principalmente debido a su valor paleontológico. Al área fue propuesta por Chile, país al que se asignó su administración. El área contiene afloramientos con fósiles que datan del Cretácico Superior al Eoceno, incluyendo icnitas de animales vertebrados e invertebrados. así como también de plantas fósiles con impresiones de hojas y frondas, troncos, y granos de polen y esporas. Los sitios comprendidos en el ASPA 125 son: colina Fósil, arroyo Holz (o Madera), domo glaciar Bellingshausen (o Collins), punta Halfthree, punta Suffield, punta Fósil, caleta Gradzinski, y caleta Skua.

## Instalaciones científicas

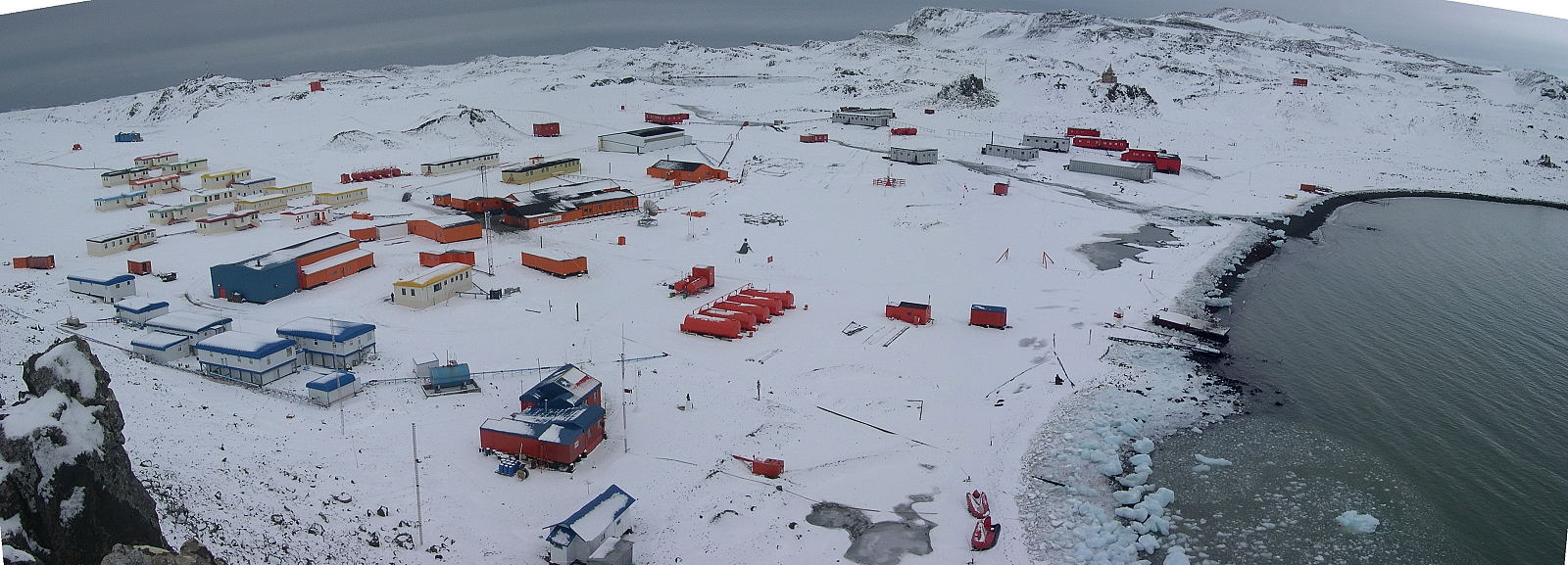
Villa Las Estrellas y Base Bellingshausen vistas desde la altura.

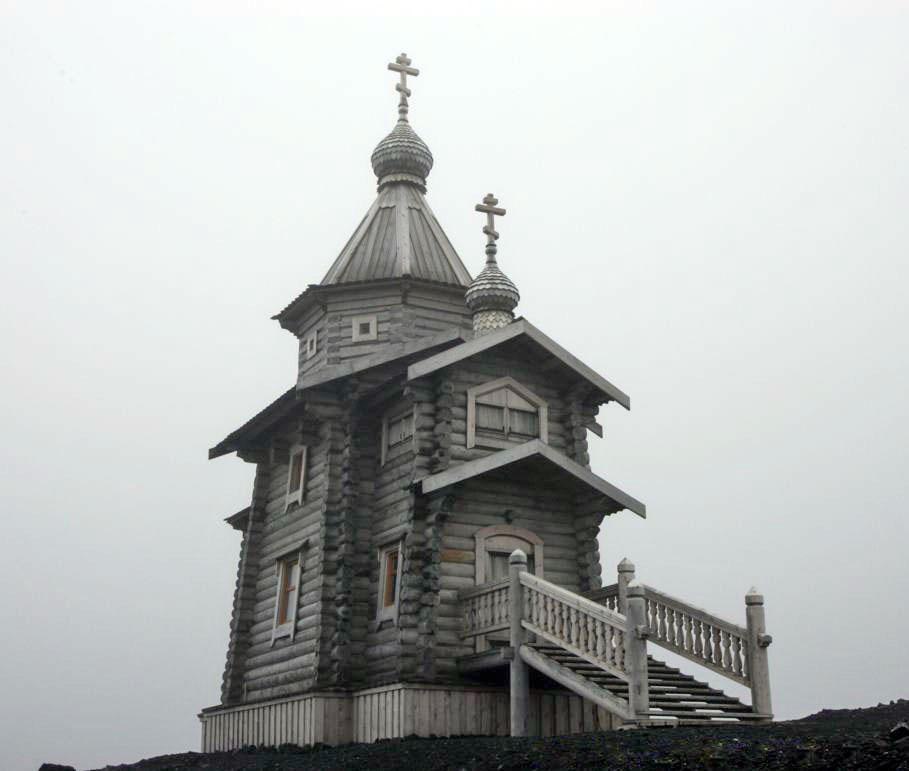
Vista de la iglesia ortodoxa de la Santa Trinidad.

La mayor concentración de instalaciones en la península Fildes corresponde a Chile, que tiene allí su principal base, la Base Presidente Eduardo Frei Montalva (62°11′27″S 58°59′12″O / -62.19083, -58.98667) sobre la costa de la caleta Ardley en la bahía Maxwell, que es la parte más estrecha de la península. Esta base fue inaugurada el 7 de marzo de 1969 y es operada por la Fuerza Aérea de Chile. Su población es de 65 personas en invierno y un máximo de 150 en verano. El complejo comprende el Centro Meteorológico Antártico Presidente Eduardo Frei Montalva, el núcleo poblacional Villa Las Estrellas, y la Base Aérea Teniente Rodolfo Marsh Martin, que es un aeródromo con pista de grava de 1319 m de largo para aviones con ruedas, inaugurado el 12 de febrero de 1980 y con pista ampliada en 1984. La pista se halla en la costa contraria a 750 m de Villa Las Estrellas, y opera todo el año sirviendo de puerta de entrada a la Antártida. Villa Las Estrellas es uno de los dos núcleos del continente en donde se intenta establecer población civil, y comprende: una escuela, un hospital, oficina de registro civil, oficina de correos, banco, biblioteca, emisora de radio FM, y una capilla católica, todo lo cual es también utilizado por personal de bases de otros países en el área y por numerosos turistas. La base cuenta con un ducto rígido submarino que se interna en el mar por 925 metros, seguido de un flexible de 110 metros desde el cual se descarga combustible desde los buques que anclan en la caleta Ardley.
Junto a Villa Las Estrellas se halla la Estación Marítima Bahía Fildes, que es una capitanía de puerto de la Armada de Chile, inaugurada el 5 de enero de 1987 en la caleta Ardley. Fue reinaugurada el 5 de abril de 2009. La estación tiene una población de 8 personas en invierno, con un máximo de 25 en verano. Para facilitar la navegación existe una baliza de madera en cada boca de la caleta Ardley. 
Formando parte del mismo complejo que la Base Frei y la Estación Marítima, y compartiendo sus servicios, se halla otra base permanente de Chile, la Base Profesor Julio Escudero (ex Refugio Fildes), que fue inaugurada el 5 de febrero de 1995 y recibió su nuevo nombre el 5 de julio de 1996. Esta pequeña base es operada por el Instituto Antártico Chileno, y su población es de 3 a 5 personas en invierno, y un máximo de 36 en verano. 
Separada por una calle de tierra de las bases chilenas se halla la Base Bellingshausen de Rusia. La base fue inaugurada por la Unión Soviética el 22 de febrero de 1968, desde cuando viene operando continuadamente. Fue heredada por Rusia en 1991. Cuenta con una población máxima en verano de 38 personas de 16 en invierno. A medio camino entre la base y la pista aérea chilena se encuentra la iglesia de la Santa Trinidad, que pertenece a la Iglesia ortodoxa rusa. 

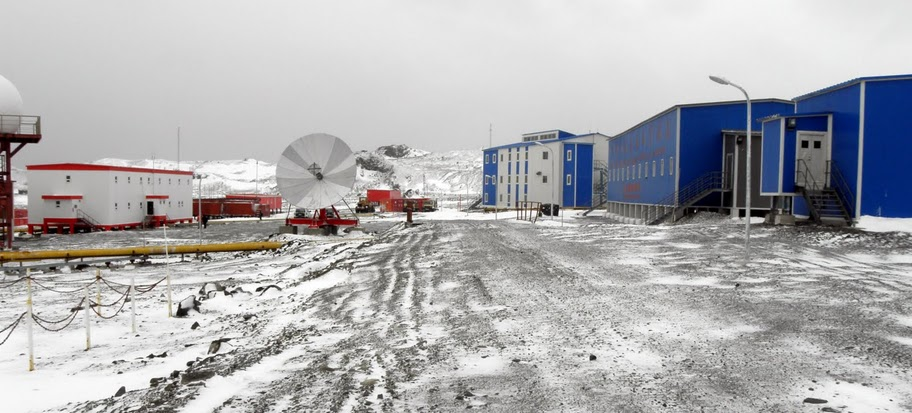
Base Gran Muralla.

A 1700 m al sur del complejo chileno-ruso, sobre la costa y frente a la isla Ardley se halla la base de China llamada Base Gran Muralla (62°13′S 58°58′O / -62.217, -58.967). Fue inaugurada el 20 de febrero de 1985 y ha operado continuamente, con una población de 14 personas en invierno y unas 40 en verano. 
A 3 km al noreste de la base rusa se halla la Base Artigas de Uruguay (62°11′S 58°54′O / -62.183, -58.900). Fue inaugurada el 22 de diciembre de 1984 y opera en forma permanente con 9 personas en invierno y 60 en verano. Esta base ubicada sobre la bahía Maxwell está a 400 m del pie del glaciar Collins. En 1970 la Unión Soviética estableció 9 tanques de combustible en la península Fildes para abastecer a su flota pesquera. Esos depósitos se hallan a mitad de camino (62°11′34″S 58°56′06″O / -62.19278, -58.93500) entre las bases rusa y uruguaya, que usan uno cada una. Inmediatamente al sur de los depósitos existen unas cabañas rusas.
El complejo chileno-ruso se conecta con dos caminos con el aeródromo, y otros dos hacia la base china y la base uruguaya con un desvió a los depósitos de combustible rusos. Estos caminos son utilizados cada verano desde 1995 para correr la maratón y media maratón antártica.
En el lado occidental de la península (62°09′09″S 58°57′09″O / -62.15250, -58.95250) existió el Refugio Padre Rambo de Brasil, con capacidad para 5 personas. Fue establecido en el verano de 1984-1985 en la ubicación 62°09′55″S 58°57′56″O / -62.16528, -58.96556, y luego trasladado dejando una cruz conmemorativa en el lugar. En 2004 fue desmontado completamente. En las cercanías se halla el Refugio Priroda, (62°08′59″S 58°56′39″O / -62.14972, -58.94417) construido por Rusia en 1987. En la base de la península sobre la bahía Collins y al pie del glaciar Collins se halla el Refugio Collins, inaugurado por el INACH de Chile en la temporada 2006-2007 (62°10′S 58°51′O / -62.167, -58.850). Tiene capacidad para 2 personas durante el verano y remplazó al refugio homónimo cedido a Uruguay en 1984 como apoyo a la construcción de su base y desarmado en 1989. El Refugio Lopetegui dependía de la Base Escudero de Chile. Estaba ubicado a 1 km al este de la base rusa y fue cedido al INACH en 2000 y desarmado en 2007.
La isla Ardley está conectada en bajamar por un camino de 1,7 km sobre el istmo, que se une al que vincula las bases chilenas con la china. En la costa norte de la isla Ardley hay 3 refugios, dos ubicados al final del camino y a unos 50 m entre sí: Refugio Naval Teniente Ballvé de Argentina, inaugurado el 6 de diciembre de 1953 como Refugio Península Ardley, y el Refugio Julio Ripamonti de Chile, inaugurado en noviembre de 1986 62°12′39″S 58°53′07″O / -62.21083, -58.88528, y que es operado como refugio de emergencia en verano por el INACH con capacidad para 2 personas. En el extremo noreste de la isla (62°12′S 58°54′O / -62.200, -58.900) está el Refugio Ardley (o Ripamonti II), que fue transferido a Chile en febrero de 1997 por Alemania. Fue construido por la República Democrática Alemana en 1981 y es operado por el INACH. También en la costa norte, en la punta Faro, 62°12′37″S 58°55′35″O / -62.21028, -58.92639 hay una baliza argentina (Baliza Ardley) para facilitar la navegación en la bahía Maxwell. Otra baliza, pero de madera se encuentra cerca del punto más alto de la isla.

## Sitios y Monumentos Históricos de la Antártida
Tres sitios de la península han sido señalados como Sitios y Monumentos Históricos de la Antártida:
- HSM-50: Placa con el águila de Polonia (62°12′00″S 59°01′00″O / -62.20000, -59.01667). Una placa de bronce con el escudo de Polonia, colocada en un acantilado en recuerdo de la llegada de la primera expedición polaca de investigación en el buque Professor Siedlecki y el arrastrero Tazar. Propuesto por Polonia y encargado a ese país.
- HSM-52: Monolito en Base Gran Muralla (62°13′00″S 58°58′00″O / -62.21667, -58.96667). Monolito erigido para conmemorar la instalación de la Base Gran Muralla por parte de la República Popular China. Propuesto por China y encargado a ese país.
- HSM-82: Monumento al Tratado Antártico (62°12′01″S 58°57′41″O / -62.20028, -58.96139). Cruz conmemorativa en el cerro de la Cruz, con una placa al pie que conmemora a los signatarios del Tratado Antártico en los cuatro idiomas oficiales del tratado. Fue inaugurado en 1999, con ocasión del 40.º aniversario de su firma. Propuesto por Chile y encargado a ese país.
- HSM-86: Edificio N.º 1 de la Estación Gran Muralla (62°13′04″S 58°57′44″O / -62.21778, -58.96222). Construido en 1985 con una superficie útil de 175 metros cuadrados, se ubica al centro de la Base Gran Muralla. Propuesto por China y encargado a ese país.